# Vipio maculiceps
Vipio maculiceps är en stekelart som beskrevs av Cameron 1906. Vipio maculiceps ingår i släktet Vipio och familjen bracksteklar. Inga underarter finns listade i Catalogue of Life.